# Двері у літо
Двері у літо (англ. The Door into Summer) — науково-фантастичний роман Роберта Гайнлайна, опублікований журналом The Magazine of Fantasy & Science Fiction (жовтень — грудень) 1956 року.
З 1975 по 1998 рік в опитуваннях журналу «Локус» твір займав 36-те, 29-те та 43-тє місце найкращих фантастичних творів усіх часів.
Назва твору виникла із зауваження дружини письменника Вірджинії, про те, що їхній кіт відмовляється виходити з дому: «Він шукає двері в літо».
Гайнлайн написав твір за 13 днів.

## Сюжет
Дія роману починається в 1970 році. Деніел Бун Девіс — талановитий інженер-робототехнік, поринає в багатоденне пияцтво. Разом зі своїм найкращим другом Майлзом Джентрі він створив компанію «Наймичка», маючи намір заробляти на своїх винаходах. Його наречена Бель Даркін, що працювала в компанії секретаркою, переконала подарувати їй частину акцій на заручини, а потім зрадила його з Майлзом. З Деном залишається тільки його кіт Петроній Арбітр (Піт), який не любить виходити з дому на сніг, та улюблениця Ріккі — 11-річна названа дочка Майлза.
«Наймичка» спочатку випускала робот-пилосос, а потім Ден розробив модель багатофункціонального домашнього робота «Гнучкий Френк», тоді Майлз вирішив продати компанію разом із новою моделлю до «Менікс Ентерпрайз», де він планував стати віцепрезидентом. Ден не хотів позбуватись своєї компанії, але через обман втратив контрольний пакет акцій «Наймички» і був звільнений з посади головного інженера.
Залишившись із грошима та значною частиною акцій, він вирішує лягти в «холодний сон» разом з Пітом, що було досить популярною послугою тоді, щоб через 30 років помститися своїм кривдникам. Доктор, що оглядав Дена перед сном, наполіг на відстроченні сну на 24 години, щоб той міг все тверезо обміркувати. Ден вирішує за цей час провідати Майлза та Бель. Але, передбачаючи найгірше, свої акції він пересилає Ріккі на зберігання до її повноліття. У домі Мейлза після сварки Бель вколює Дену наркотик «зомбі», що пригнічує волю. У такому стані вони привозять Дена в іншу компанію «холодного сну», і кладуть його в анабіоз.
Ден прокидається у 2000 році без грошей, він втратив майже все, бо «Менікс» збанкрутував у 1987-му. Ден втратив Піта, який обороняв свого хазяїна в домі Майлза, а потім був змушений втікати. Світ змінився досить сильно: економіка бореться з перевиробництвом, у Франції тепер монархія, а золото знецінилось в багато разів.
Ден починає будувати своє життя заново. Він влаштовується в компанію, яка тепер володіє «Наймичкою», у рекламний відділ. Його розшукує постаріла Бель, від якої він дізнається, що Майлз помер у 1972 році, а Ріккі переїхала жити до своєї бабусі одразу після того, як Ден «заснув».
Ден всюди зустрічає свого «Гнучкого Френка», але він називається «Ентузіаст» і виробляється компанією «Алладін». Ден припускає, що хтось взявся доробити його прототип. Власником патенту на робота значиться дехто «Д. Б. Девіс».
Денів колега по роботі Чак одного разу за пивом розповів йому по секрету про професора Хюберта Твішела, що працюючи у військовій лабораторії у Колорадо, випадково сконструював машину часу. Оскільки через побічні ефекти машина видалася військовим непридатною, вони просто зупинили розробку і засекретили її.
На той час Ден частково дізнався про долю Ріккі. У віці 21 року вона лягла в «холодний сон» і теж прокинулась у 2000 році в Лос-Анджелесі. Потім перебралась жити в Юму (Аризона). Тепер одружена з «Деніелом Буном Девісом».
Ден на всі свої заощадження купує золото і вирушає до Колорадо. Вдаючи журналіста, він втирається в довіру до професора, і той демонструє дію машини на монетках: машина відправляє один із двох предметів у майбутнє, а інший рівної маси в минуле; принцип дії машини такий, що імовірність потрапити в майбутнє та минуле в обох предметів рівні. Ден вмовляє професора ретельно підготувати повне перенесення людини в часі, а потім, розізливши того образами, доводить до того, що той натискає кнопку.
Вважаючи спочатку, що він потрапив у майбутнє, Ден скоро розбирається, що він все-таки в 1970 році, як і планував, за пів року до того дня, коли ліг у «холодний сон». Продавши запас золота, він забезпечує себе ресурсами для конструювання нового робота «Кресленика Дена», а потім із його допомогою проєктує «Різностороннього Піта» — першу версію «Ентузіаста». Він патентує обидва винаходи і засновує нову компанію «Алладін» для їхнього виготовлення.
Потім він повертається до Лос-Анджелеса, очікуючи під домом Майлза у ту вирішальну ніч. Він дозволяє подіям розвиватись як і попереднього разу, але після сварки викрадає єдиний екземпляр «Гнучкого Френка» та всі його креслення. Далі він забирає Піта та вирушає у літній табір навідати Ріккі. Він переписує свою дарчу на акції для Ріккі, виправивши помилки, та дає їй поради щодо уникнення негараздів із грошима у майбутньому. Вони домовляються, що Ріккі ляже у «холодний сон», коли їй виповниться 21 рік, і прокинеться у 2001 році, де Ден зустріне її, і вони одружаться.
Ден із Пітом повертаються до компанії, де він планував «холодний сон», і прокидаються у 2000 році. Вони одразу ідуть зустрічати зі сну Ріккі. Далі вони одружуються і їдуть до Юми. Маючи значну частину акцій «Наймички», Ден покращує її становище у конкуренції з «Аладіном», залишаючись надалі незалежним винахідником. Ден тепер не може знайти сліди свого попереднього існування у 2000 році, але це його не турбує, головне, що він знайшов свої «двері в літо».

## Переклади українською
- Роберт Гайнлайн. Двері у літо / пер. з анг. Олеся Малая. — Х. : КСД, 2024. — 288 с. — ISBN 978-617-15-0505-6.